# Liste der Baudenkmäler im Wuppertaler Wohnquartier Arrenberg (A–F)
Die Liste der Baudenkmäler im Wuppertaler Wohnquartier Arrenberg (A–F) enthält die denkmalgeschützten Bauwerke auf dem Gebiet von Wuppertal-Arrenberg in Nordrhein-Westfalen (Stand: November 2011). Diese Baudenkmäler sind in der Denkmalliste der Stadt Wuppertal eingetragen; Grundlage für die Aufnahme ist das Denkmalschutzgesetz Nordrhein-Westfalen (DSchG NRW).

## Auszug aus der Denkmalliste

### Eingetragene Baudenkmäler
| Bild           | Bezeichnung                         | Lage                                             | Beschreibung | Bauzeit                              | Eingetragen seit   | Denkmal- nummer |
| -------------- | ----------------------------------- | ------------------------------------------------ | --- | ------------------------------------ | ------------------ | --------------- |
| weitere Bilder | Kirche                              | Arrenberg Arrenberger Straße 14 Karte            | Trinitatiskirche | 1876–1878                            | 16. Juli 1985      | 534 Wikidata    |
| weitere Bilder | Krankenhaus                         | Arrenberg Arrenberger Straße 20 Karte            | Zum Denkmal Ferdinand-Sauerbruch-Klinikum gehören die internen Gebäudenummern 1, 3, 4, 5, 7, 8, 9, 10, 11, 19 und die zentrale Gartenanlage im westlichen Teil des Geländes | 1858–1905                            | 15. Dezember 1995  | 3831 Wikidata   |
| weitere Bilder | Krankenhausgebäude                  | Arrenberg Arrenberger Straße 20 Karte            | Ehem. Innere Abteilung / Haut- und Geschlechtskrankheiten, Gebäude 1. Bestandteil des Denkmals Ferdinand-Sauerbruch-Klinikum.                                               | 1858–1863                            | 15. Dezember 1995  | 3831 Wikidata   |
| weitere Bilder | Krankenhausgebäude                  | Arrenberg Arrenberger Straße 20 Karte            | Ehem. Chirurgie, Gebäude 2. Bestandteil des Denkmals Ferdinand-Sauerbruch-Klinikum.                                                                                         | 1891–1898                            | 15. Dezember 1995  | 3831 Wikidata   |
| weitere Bilder | Krankenhausgebäude                  | Arrenberg Arrenberger Straße 20 Karte            | Ehem. Bettenhaus für Privatpatienten, Gebäude 3. Bestandteil des Denkmals Ferdinand-Sauerbruch-Klinikum.                                                                    | 1911–1913                            | 15. Dezember 1995  | 3831 Wikidata   |
| weitere Bilder | Krankenhausgebäude                  | Arrenberg Arrenberger Straße 20 Karte            | Ehem. Ärzte- und Schwesternhaus, Gebäude 8. Bestandteil des Denkmals Ferdinand-Sauerbruch-Klinikum.                                                                         | 1911–1913                            | 15. Dezember 1995  | 3831 Wikidata   |
| weitere Bilder | Krankenhausgebäude                  | Arrenberg Arrenberger Straße 20 Karte            | Ehem. Infektionshaus, Gebäude 9. Bestandteil des Denkmals Ferdinand-Sauerbruch-Klinikum.                                                                                    | 1891–1898                            | 15. Dezember 1995  | 3831 Wikidata   |
| weitere Bilder | Krankenhausgebäude                  | Arrenberg Arrenberger Straße 20 Karte            | Ehem. Irrenhaus, Gebäude 10. Bestandteil des Denkmals Ferdinand-Sauerbruch-Klinikum.                                                                                        | 1891–1898                            | 15. Dezember 1995  | 3831 Wikidata   |
| weitere Bilder | Krankenhausgebäude                  | Arrenberg Arrenberger Straße 20 Karte            | Ehem. Leichenhaus mit Kapelle, Gebäude 11. Bestandteil des Denkmals Ferdinand-Sauerbruch-Klinikum.                                                                          | 1891–1898                            | 15. Dezember 1995  | 3831 Wikidata   |
| weitere Bilder | Grünanlage                          | Arrenberg Arrenberger Straße 20 Karte            | Grünanlage mit Wasserbassin, Bestandteil des Denkmals Ferdinand-Sauerbruch-Klinikum.                                                                                        | 1902–1905                            | 15. Dezember 1995  | 3831 Wikidata   |
| weitere Bilder | Wohnhaus                            | Arrenberg Arrenberger Straße 37 Karte            | | zwischen 1900 und 1904               | 13. Februar 1992   | 2040 Wikidata   |
| weitere Bilder | Wohnhaus                            | Arrenberg Arrenberger Straße 39 Karte            | | zwischen 1900 und 1905               | 14. Mai 1992       | 2223 Wikidata   |
| weitere Bilder | Wohnhaus                            | Arrenberg Arrenberger Straße 45 Karte            | | zwischen 1900 und 1905               | 14. Mai 1992       | 2222 Wikidata   |
| weitere Bilder | Fabrikgebäude                       | Arrenberg Arrenberger Straße 45 a Karte          | | zwischen 1902 und 1904               | 6. Juli 1992       | 2299 Wikidata   |
| weitere Bilder | Wohnhaus                            | Arrenberg Arrenberger Straße 47 Karte            | | 1903                                 | 25. Juni 1992      | 2284 Wikidata   |
| weitere Bilder | Wohnhaus                            | Arrenberg Arrenberger Straße 49 Karte            | | gründerzeitlich                      | 29. Januar 1985    | 278 Wikidata    |
| weitere Bilder | Wohnhaus                            | Arrenberg Arrenberger Straße 55 Karte            | | um 1900                              | 1. September 1995  | 3734 Wikidata   |
| weitere Bilder | Wohnhaus                            | Arrenberg Arrenberger Straße 57 Karte            | | um 1900                              | 1. September 1995  | 3733 Wikidata   |
| weitere Bilder | Wohnhaus                            | Arrenberg Arrenberger Straße 66 Karte            | | erste Hälfte der 1890er Jahre        | 16. November 1995  | 3791 Wikidata   |
| weitere Bilder | Wohnhaus                            | Arrenberg Arrenberger Straße 67 Karte            | | um 1900                              | 13. Dezember 1995  | 3821 Wikidata   |
| weitere Bilder | Wohn- und Geschäftshaus             | Arrenberg Arrenberger Straße 68 Karte            | | erste Hälfte der 1890er Jahre        | 16. November 1995  | 3785 Wikidata   |
| weitere Bilder | Wohnhaus                            | Arrenberg Arrenberger Straße 69 Karte            | | um 1900                              | 16. November 1995  | 3786 Wikidata   |
| weitere Bilder | Wohn- und Geschäftshaus             | Arrenberg Arrenberger Straße 70 Karte            | | erste Hälfte 1890er Jahre            | 16. November 1995  | 3787 Wikidata   |
| weitere Bilder | Wohnhaus                            | Arrenberg Arrenberger Straße 72 Karte            | | gründerzeitlich                      | 9. Dezember 1987   | 1224 Wikidata   |
| weitere Bilder | Wohnhaus                            | Arrenberg Arrenberger Straße 74 Karte            | | gründerzeitlich                      | 22. Februar 1985   | 317 Wikidata    |
| weitere Bilder | Wohnhaus                            | Arrenberg Arrenberger Straße 76 Karte            | | gründerzeitlich                      | 22. Februar 1985   | 318 Wikidata    |
| weitere Bilder | Wohn- und Geschäftshaus             | Arrenberg Arrenberger Straße 88 Karte            | | erste Hälfte der 1890er Jahre        | 16. November 1995  | 3788 Wikidata   |
| weitere Bilder | Wohnhaus                            | Arrenberg Arrenberger Straße 90 Karte            | | Ende des 19. Jahrhunderts            | 5. August 1985     | 542 Wikidata    |
| weitere Bilder | Wohn- und Geschäftshaus             | Arrenberg Arrenberger Straße 92 Karte            | | zwischen 1876 und 1886               | 19. April 1994     | 3375 Wikidata   |
| weitere Bilder | Krankenhausgebäude                  | Arrenberg Arrenbergsche Höfe 2 Karte             | Ehem. Pavillon für Tuberkulosekranke, Gebäude 7. Bestandteil des Denkmals Ferdinand-Sauerbruch-Klinikum. Ehemals Arrenberger Straße 28.                                     | 1911–1913                            | 15. Dezember 1995  | 3831 Wikidata   |
| weitere Bilder | Krankenhausgebäude                  | Arrenberg Arrenbergsche Höfe 3 Karte             | Ehem. Ärzte- und Schwesternhaus, Gebäude 8. Bestandteil des Denkmals Ferdinand-Sauerbruch-Klinikum. Ehemals Arrenberger Straße 20.                                          | 1911–1913                            | 15. Dezember 1995  | 3831 Wikidata   |
| weitere Bilder | Krankenhausgebäude                  | Arrenberg Arrenbergsche Höfe 5 Karte             | Ehem. Desinfektionsanstalt, Gebäude 19 (Hinterhaus). Bestandteil des Denkmals Ferdinand-Sauerbruch-Klinikum. Ehemals Simonsstraße 7.                                        | 1913                                 | 15. Dezember 1995  | 3831 Wikidata   |
| weitere Bilder | Krankenhausgebäude                  | Arrenberg Arrenbergsche Höfe 10, Gebäude 5 Karte | Ehem. Infektionshaus, Gebäude 5. Bestandteil des Denkmals Ferdinand-Sauerbruch-Klinikum. Ehemals Arrenberger Straße 36.                                                     | 1911–1913                            | 15. Dezember 1995  | 3831 Wikidata   |
| weitere Bilder | Krankenhausgebäude                  | Arrenberg Arrenbergsche Höfe 12 Karte            | Ehem. Infektionshaus, Gebäude 4. Bestandteil des Denkmals Ferdinand-Sauerbruch-Klinikum. Ehemals Arrenberger Straße 38.                                                     |                                      | 15. Dezember 1995  | 3831 Wikidata   |
| weitere Bilder | Wohnhaus                            | Arrenberg Bärenstraße 3 Karte                    | | 1890/91                              | 28. November 1995  | 3808 Wikidata   |
| weitere Bilder | Wohnhaus                            | Arrenberg Bärenstraße 4 Karte                    | | zweite Hälfte des 19. Jahrhunderts   | 30. September 1985 | 603 Wikidata    |
| weitere Bilder | Wohnhaus                            | Arrenberg Bärenstraße 5 Karte                    | | gründerzeitlich                      | 9. April 1985      | 399 Wikidata    |
| weitere Bilder | Wohnhaus                            | Arrenberg Bärenstraße 6 Karte                    | | zweite Hälfte des 19. Jahrhunderts   | 5. August 1985     | 543 Wikidata    |
| weitere Bilder | Wohnhaus                            | Arrenberg Bärenstraße 8 Karte                    | | zweite Hälfte des 19. Jahrhunderts   | 5. August 1985     | 544 Wikidata    |
| weitere Bilder | Wohnhaus                            | Arrenberg Benzstraße 1 Karte                     | | gründerzeitlich                      | 16. September 1988 | 1460 Wikidata   |
| weitere Bilder | Wohnhaus                            | Arrenberg Benzstraße 3 Karte                     | | 1887                                 | 1. September 1995  | 3723 Wikidata   |
| weitere Bilder | Wohnhaus                            | Arrenberg Benzstraße 5 Karte                     | | zwischen 1895 und 1900               | 20. Juli 1993      | 3016 Wikidata   |
| weitere Bilder | Wohnhaus                            | Arrenberg Benzstraße 6 Karte                     | | 1884                                 | 1. September 1995  | 3724 Wikidata   |
| weitere Bilder | Wohn- und Geschäftshaus             | Arrenberg Benzstraße 7 Karte                     | | 1898                                 | 7. Januar 1988     | 1261 Wikidata   |
| weitere Bilder | Wohnhaus                            | Arrenberg Benzstraße 8 Karte                     | | gründerzeitlich                      | 9. Mai 1986        | 760 Wikidata    |
| weitere Bilder | Wohnhaus                            | Arrenberg Benzstraße 9 Karte                     | | 1892                                 | 1. September 1995  | 3725 Wikidata   |
| weitere Bilder | Wohnhaus                            | Arrenberg Benzstraße 11 Karte                    | | zwischen 1895 und 1898               | 23. Mai 1995       | 3692 Wikidata   |
| weitere Bilder | Wohnhaus                            | Arrenberg Benzstraße 12 Karte                    | | zwischen 1880 und 1895               | 14. Oktober 1992   | 2494 Wikidata   |
| weitere Bilder | Wohnhaus                            | Arrenberg Benzstraße 13 Karte                    | | 1896/97                              | 17. April 1996     | 3878 Wikidata   |
| weitere Bilder | Wohnhaus                            | Arrenberg Benzstraße 15 Karte                    | | gründerzeitlich                      | 23. September 1985 | 587 Wikidata    |
| weitere Bilder | Wohnhaus                            | Arrenberg Benzstraße 16 Karte                    | | letztes Viertel des 19. Jahrhunderts | 27. Juni 1988      | 1399 Wikidata   |
| weitere Bilder | Wohnhaus                            | Arrenberg Benzstraße 17 Karte                    | | gründerzeitlich                      | 23. September 1985 | 588 Wikidata    |
| weitere Bilder | Wohnhaus                            | Arrenberg Benzstraße 19 Karte                    | | gründerzeitlich                      | 29. November 1985  | 654 Wikidata    |
| weitere Bilder | Wohnhaus                            | Arrenberg Benzstraße 21 Karte                    | | gründerzeitlich                      | 29. November 1985  | 655 Wikidata    |
| weitere Bilder | Wohn- und Geschäftshaus             | Arrenberg Benzstraße 22 Karte                    | Eckgebäude Benzstraße / Dammstraße | letztes Viertel des 19. Jahrhunderts | 10. Dezember 1987  | 1228 Wikidata   |
| weitere Bilder | Wohn- und Geschäftshaus             | Arrenberg Benzstraße 23 Karte                    | Eckgebäude Benzstraße / Dammstraße | zwischen 1895 und 1900               | 1. September 1995  | 3726 Wikidata   |
| weitere Bilder | Wohnhaus                            | Arrenberg Dammstraße 1 Karte                     | | Ende des 19. Jahrhunderts            | 8. August 1986     | 846 Wikidata    |
| weitere Bilder | Wohnhaus                            | Arrenberg Dammstraße 3 Karte                     | | Ende des 19. Jahrhunderts            | 8. August 1986     | 847 Wikidata    |
| weitere Bilder | Wohnhaus                            | Arrenberg Dammstraße 5 Karte                     | | gründerzeitlich                      | 18. Januar 1988    | 1281 Wikidata   |
| weitere Bilder | Wohnhaus                            | Arrenberg Dammstraße 11 Karte                    | | um 1900                              | 8. August 1986     | 848 Wikidata    |
| weitere Bilder | Wohnhaus mit Gaststätte             | Arrenberg Dammstraße 13 Karte                    | | zwischen 1895 und 1901               | 7. August 1996     | 3978 Wikidata   |
| weitere Bilder | Wohnhaus                            | Arrenberg Ernststraße 29 Karte                   | | zwischen 1886 und 1896               | 24. Januar 2000    | 4128 Wikidata   |
| weitere Bilder | Wohnhaus                            | Arrenberg Ernststraße 37 Karte                   | | zwischen 1890 und 1894               | 5. August 1992     | 2355 Wikidata   |
| weitere Bilder | Wohn- und Geschäftshaus             | Arrenberg Ernststraße 39 Karte                   | | zwischen 1886 und 1896               | 16. Januar 1998    | 4072 Wikidata   |
| weitere Bilder | Wohnhaus                            | Arrenberg Ernststraße 44 Karte                   | | zwischen 1876 und 1886               | 14. Mai 1993       | 2950 Wikidata   |
| weitere Bilder | Wohn- und Geschäftshaus             | Arrenberg Ernststraße 45 Karte                   | | 2. Hälfte des 19. Jahrhunderts       | 13. Juni 1990      | 1775 Wikidata   |
| weitere Bilder | Wohn- und Geschäftshaus             | Arrenberg Friedrich-Ebert-Straße 102 Karte       | | 1870er Jahre                         | 15. April 1998     | 4086 Wikidata   |
| weitere Bilder | Wohnhaus                            | Arrenberg Friedrich-Ebert-Straße 107 Karte       | | zwischen 1867 und 1873               | 15. November 1993  | 3200 Wikidata   |
| weitere Bilder | Wohn- und Geschäftshaus             | Arrenberg Friedrich-Ebert-Straße 113 Karte       | | zwischen 1871 und 1875               | 22. Januar 1997    | 3970 Wikidata   |
| weitere Bilder | Wohn- und Geschäftshaus             | Arrenberg Friedrich-Ebert-Straße 114 Karte       | | zwischen 1865 und 1870               | 17. Februar 1993   | 2765 Wikidata   |
| weitere Bilder | Wohnhaus                            | Arrenberg Friedrich-Ebert-Straße 115 Karte       | eine D-Nummer mit Friedrich-Ebert-Straße 115a | 2. Hälfte des 19. Jahrhunderts       | 19. April 1989     | 1589 Wikidata   |
| weitere Bilder | Wohnhaus                            | Arrenberg Friedrich-Ebert-Straße 115 a Karte     | eine D-Nummer mit Friedrich-Ebert-Straße 115 | 2. Hälfte des 19. Jahrhunderts       | 19. April 1989     | 1589 Wikidata   |
| weitere Bilder | Wohnhaus                            | Arrenberg Friedrich-Ebert-Straße 116 Karte       | | 1871                                 | 29. Mai 1985       | 503 Wikidata    |
| weitere Bilder | Wohnhaus                            | Arrenberg Friedrich-Ebert-Straße 116 a Karte     | | zwischen 1865 und 1870               | 17. Februar 1993   | 2763 Wikidata   |
| weitere Bilder | Wohn- und Geschäftshaus             | Arrenberg Friedrich-Ebert-Straße 116 b Karte     | | 2. Hälfte des 19. Jahrhunderts       | 30. Mai 1988       | 1374 Wikidata   |
| weitere Bilder | Wohnhaus                            | Arrenberg Friedrich-Ebert-Straße 117 Karte       | eine D-Nummer mit Friedrich-Ebert-Straße 117a | gründerzeitlich                      | 3. Dezember 1986   | 923 Wikidata    |
| weitere Bilder | Wohnhaus                            | Arrenberg Friedrich-Ebert-Straße 117 a Karte     | eine D-Nummer mit Friedrich-Ebert-Straße 117 | gründerzeitlich                      | 3. Dezember 1986   | 923 Wikidata    |
| weitere Bilder | Wohn- und Geschäftshaus             | Arrenberg Friedrich-Ebert-Straße 118 Karte       | | gründerzeitlich                      | 4. Dezember 1986   | 924 Wikidata    |
| weitere Bilder | Villa                               | Arrenberg Friedrich-Ebert-Straße 119 Karte       | Villa Urner | zwischen 1865 und 1873               | 12. Juli 1994      | 3461 Wikidata   |
| weitere Bilder | Wohnhaus                            | Arrenberg Friedrich-Ebert-Straße 120 Karte       | eine D-Nummer mit Friedrich-Ebert-Straße 122 | gründerzeitlich                      | 4. Dezember 1986   | 925 Wikidata    |
| weitere Bilder | Villa                               | Arrenberg Friedrich-Ebert-Straße 121 Karte       | Villa Spindler, eine D-Nummer mit der Remise Friedrich-Ebert-Straße 121 | 1830er Jahre                         | 19. Dezember 1984  | 228 Wikidata    |
| weitere Bilder | Remise                              | Arrenberg Friedrich-Ebert-Straße 121 Karte       | Remise der Villa Spindler, eine D-Nummer mit der Villa Friedrich-Ebert-Straße 121                                                                                           |                                      | 19. Dezember 1984  | 228 Wikidata    |
| weitere Bilder | Wohnhaus                            | Arrenberg Friedrich-Ebert-Straße 122 Karte       | eine D-Nummer mit Friedrich-Ebert-Straße 120 | gründerzeitlich                      | 17. Januar 1987    | 925 Wikidata    |
| weitere Bilder | Wohnhaus                            | Arrenberg Friedrich-Ebert-Straße 124 Karte       | | zwischen 1860 und 1870               | 21. Juli 1993      | 3021 Wikidata   |
| weitere Bilder | Wohnhaus                            | Arrenberg Friedrich-Ebert-Straße 126 Karte       | eine D-Nummer mit Friedrich-Ebert-Straße 128 | 3. Viertel des 19. Jahrhunderts      | 4. Dezember 1986   | 926 Wikidata    |
| weitere Bilder | Wohnhaus                            | Arrenberg Friedrich-Ebert-Straße 128 Karte       | eine D-Nummer mit Friedrich-Ebert-Straße 126 | 3. Viertel des 19. Jahrhunderts      | 4. Dezember 1986   | 926 Wikidata    |
| weitere Bilder | Wohnhaus                            | Arrenberg Friedrich-Ebert-Straße 132 Karte       | eine D-Nummer mit Friedrich-Ebert-Straße 132a, 132b, 132c | gründerzeitlich                      | 24. Februar 1986   | 717 Wikidata    |
| weitere Bilder | Wohnhaus                            | Arrenberg Friedrich-Ebert-Straße 132 a Karte     | eine D-Nummer mit Friedrich-Ebert-Straße 132, 132b, 132c | gründerzeitlich                      | 24. Februar 1986   | 717 Wikidata    |
| weitere Bilder | Wohnhaus                            | Arrenberg Friedrich-Ebert-Straße 132 b Karte     | eine D-Nummer mit Friedrich-Ebert-Straße 132, 132a, 132c | gründerzeitlich                      | 24. Februar 1986   | 717 Wikidata    |
| weitere Bilder | Wohnhaus                            | Arrenberg Friedrich-Ebert-Straße 132 c Karte     | eine D-Nummer mit Friedrich-Ebert-Straße 132, 132a, 132b | gründerzeitlich                      | 24. Februar 1986   | 717 Wikidata    |
| weitere Bilder | Wohn- und Garagengebäude            | Arrenberg Friedrich-Ebert-Straße 133 a Karte     | | 1908                                 | 10. April 1991     | 1887 Wikidata   |
| weitere Bilder | Villa                               | Arrenberg Friedrich-Ebert-Straße 134 Karte       | Baumsche Villa | zwischen 1850 und 1869               | 16. Januar 1986    | 1870 Wikidata   |
| weitere Bilder | Villa                               | Arrenberg Friedrich-Ebert-Straße 134 a Karte     | | gründerzeitlich                      | 21. Februar 1991   | 694 Wikidata    |
| weitere Bilder | Wohn- und Geschäftshaus             | Arrenberg Friedrich-Ebert-Straße 135 Karte       | eine D-Nummer mit Friedrich-Ebert-Straße 137 | zwischen 1865 und 1873               | 12. Dezember 1994  | 3625 Wikidata   |
| weitere Bilder | Wohnhaus                            | Arrenberg Friedrich-Ebert-Straße 136 Karte       | | gründerzeitlich                      | 17. Mai 1985       | 465 Wikidata    |
| weitere Bilder | Wohnhaus                            | Arrenberg Friedrich-Ebert-Straße 136 b Karte     | eine D-Nummer mit Friedrich-Ebert-Straße 136a | Ende des 19. Jahrhunderts            | 1. März 1985       | 324 Wikidata    |
| weitere Bilder | Wohn- und Geschäftshaus             | Arrenberg Friedrich-Ebert-Straße 137 Karte       | eine D-Nummer mit Friedrich-Ebert-Straße 135 | zwischen 1865 und 1873               | 12. Dezember 1994  | 3625 Wikidata   |
| weitere Bilder | Wohnhaus                            | Arrenberg Friedrich-Ebert-Straße 138 Karte       | | zweite Hälfte des 19. Jahrhunderts   | 25. Oktober 1985   | 634 Wikidata    |
| weitere Bilder | Wohnhaus                            | Arrenberg Friedrich-Ebert-Straße 138 a Karte     | | zweite Hälfte des 19. Jahrhunderts   | 25. Oktober 1985   | 635 Wikidata    |
| weitere Bilder | Wohnhaus                            | Arrenberg Friedrich-Ebert-Straße 139 Karte       | Wohnhaus Friedrich-Ebert-Straße 139 | ausgehendes 19. Jahrhundert          | 27. November 1991  | 1943 Wikidata   |
| weitere Bilder | Wohnhaus                            | Arrenberg Friedrich-Ebert-Straße 140 Karte       | | zweite Hälfte des 19. Jahrhunderts   | 25. Oktober 1985   | 636 Wikidata    |
| weitere Bilder | Wohnhaus                            | Arrenberg Friedrich-Ebert-Straße 140 a Karte     | | zwischen 1870 und 1883               | 19. Juni 1992      | 2276 Wikidata   |
| weitere Bilder | Wohnhaus                            | Arrenberg Friedrich-Ebert-Straße 141 Karte       | | zwischen 1890 und 1895               | 5. November 1992   | 2528 Wikidata   |
| weitere Bilder | Wohnhaus                            | Arrenberg Friedrich-Ebert-Straße 142 Karte       | eine D-Nummer mit Friedrich-Ebert-Straße 144 | 2. Hälfte des 19. Jahrhunderts       | 30. Mai 1988       | 1372 Wikidata   |
| weitere Bilder | Wohnhaus                            | Arrenberg Friedrich-Ebert-Straße 144 Karte       | eine D-Nummer mit Friedrich-Ebert-Straße 142 | 2. Hälfte des 19. Jahrhunderts       | 30. Mai 1988       | 1372 Wikidata   |
| weitere Bilder | Wohnhaus                            | Arrenberg Friedrich-Ebert-Straße 145 Karte       | eine D-Nummer mit Friedrich-Ebert-Straße 145a | Ende des 19. Jahrhunderts            | 30. Oktober 1990   | 1830 Wikidata   |
| weitere Bilder | Wohnhaus                            | Arrenberg Friedrich-Ebert-Straße 145 a Karte     | eine D-Nummer mit Friedrich-Ebert-Straße 145 | Ende des 19. Jahrhunderts            | 30. Oktober 1990   | 1830 Wikidata   |
| weitere Bilder | Wohnhaus                            | Arrenberg Friedrich-Ebert-Straße 146 Karte       | Vorderhaus des 1889 von Friedrich Bayer erworbenen Wohnhauses von 1880, das 1894 um einen Saalanbau (Hinterhaus) erweitert wurde (vgl. D 2503)                              | 1884                                 | 18. September 1992 | 2441 Wikidata   |
| weitere Bilder | Wohnhaus                            | Arrenberg Friedrich-Ebert-Straße 146 Karte       | 1894 errichteter Saalanbau (Hinterhaus) an das 1889 von Friedrich Bayer erworbene Wohnhaus (Vorderhaus) von 1883 (vgl. D 2441)                                              | 1894                                 | 15. Oktober 1992   | 2503 Wikidata   |
| weitere Bilder | Wohnhaus                            | Arrenberg Friedrich-Ebert-Straße 147 Karte       | | spätes 19. Jahrhundert               | 9. April 1987      | 1029 Wikidata   |
| weitere Bilder | Wohn- und Geschäftshaus             | Arrenberg Friedrich-Ebert-Straße 148 Karte       | | zwischen 1870 und 1883               | 18. September 1992 | 2440 Wikidata   |
| weitere Bilder | Villa                               | Arrenberg Friedrich-Ebert-Straße 152 a Karte     | eine D-Nummer mit Friedrich-Ebert-Straße 152b (Kutscherhaus) und 152b (Pavillon)                                                                                            | 1881                                 | 10. Mai 1985       | 429 Wikidata    |
| weitere Bilder | Remise                              | Arrenberg Friedrich-Ebert-Straße 152 b Karte     | eine D-Nummer mit Friedrich-Ebert-Straße 152a (Villa) und 152b (Pavillon)                                                                                                   | 1897                                 | 10. Mai 1985       | 429 Wikidata    |
| weitere Bilder | Pavillon                            | Arrenberg Friedrich-Ebert-Straße 152 b Karte     | eine D-Nummer mit Friedrich-Ebert-Straße 152a (Villa) und 152b (Remise) | 1897                                 | 10. Mai 1985       | 429 Wikidata    |
| weitere Bilder | Fabrikgebäude und ehem. Pferdestall | Arrenberg Friedrich-Ebert-Straße 153 Karte       | eine D-Nummer mit Friedrich-Ebert-Straße 153a | zweite Hälfte des 19. Jahrhunderts   | 27. Januar 1986    | 700 Wikidata    |
| weitere Bilder | Fabrikgebäude                       | Arrenberg Friedrich-Ebert-Straße 153 a Karte     | eine D-Nummer mit Friedrich-Ebert-Straße 153 |                                      | 27. Januar 1986    | 700 Wikidata    |
| weitere Bilder | Wohnhaus                            | Arrenberg Friedrich-Ebert-Straße 156 Karte       | | Mitte des 19. Jahrhunderts           | 20. März 1990      | 1720 Wikidata   |
| weitere Bilder | Wohn- und Geschäftshaus             | Arrenberg Friedrich-Ebert-Straße 157 Karte       | | 1899                                 | 14. April 1989     | 1581 Wikidata   |
| weitere Bilder | Wohnhaus mit Gaststätte             | Arrenberg Friedrich-Ebert-Straße 158 Karte       | | frühes 19. Jahrhundert               | 7. Dezember 1984   | 210 Wikidata    |
| weitere Bilder | Wohn- und Geschäftshaus             | Arrenberg Friedrich-Ebert-Straße 159 Karte       | | Ende des 19. Jahrhunderts            | 6. September 1984  | 131 Wikidata    |
| weitere Bilder | Wohn- und Geschäftshaus             | Arrenberg Friedrich-Ebert-Straße 161 Karte       | | spätes 19. Jahrhundert               | 29. August 1989    | 1636 Wikidata   |
| weitere Bilder | Wohn- und Geschäftshaus             | Arrenberg Friedrich-Ebert-Straße 163 Karte       | eine D-Nummer mit Pestalozzistraße 4 | 1897 bis 1898                        | 8. November 1988   | 1497 Wikidata   |
| weitere Bilder | Wohnhaus                            | Arrenberg Friedrich-Ebert-Straße 164 Karte       | | gründerzeitlich                      | 5. Dezember 1986   | 927 Wikidata    |
| weitere Bilder | Wohn- und Geschäftshaus             | Arrenberg Friedrich-Ebert-Straße 165 Karte       | | Ende des 19. Jahrhunderts            | 14. März 1988      | 1325 Wikidata   |
| weitere Bilder | Wohnhaus                            | Arrenberg Friedrich-Ebert-Straße 165 a Karte     | | spätes 19. Jahrhundert               | 5. März 1990       | 1708 Wikidata   |
| weitere Bilder | Wohnhaus                            | Arrenberg Friedrich-Ebert-Straße 166 Karte       | | zwischen 1885 und 1895               | 25. Mai 1992       | 2235 Wikidata   |
| weitere Bilder | Wohnhaus                            | Arrenberg Friedrich-Ebert-Straße 166 a Karte     | | zwischen 1885 und 1895               | 23. März 1992      | 2118 Wikidata   |
| weitere Bilder | Wohnhaus                            | Arrenberg Friedrich-Ebert-Straße 166 b Karte     | | zwischen 1885 und 1895               | 23. März 1992      | 2117 Wikidata   |
| weitere Bilder | Wohnhaus                            | Arrenberg Friedrich-Ebert-Straße 166 c Karte     | | zwischen 1885 und 1895               | 20. Mai 1992       | 2226 Wikidata   |
| weitere Bilder | Wohnhaus                            | Arrenberg Friedrich-Ebert-Straße 166 d Karte     | | zwischen 1885 und 1895               | 20. Mai 1992       | 2227 Wikidata   |
| weitere Bilder | Wohnhaus                            | Arrenberg Friedrich-Ebert-Straße 167 Karte       | eine D-Nummer mit Friedrich-Ebert-Straße 169 und 169a | um 1875                              | 12. Januar 1987    | 929 Wikidata    |
| weitere Bilder | Wohnhaus                            | Arrenberg Friedrich-Ebert-Straße 168 Karte       | | zwischen 1885 und 1895               | 23. März 1992      | 2116 Wikidata   |
| weitere Bilder | Wohnhaus                            | Arrenberg Friedrich-Ebert-Straße 168 a Karte     | | gründerzeitlich                      | 5. Dezember 1986   | 928 Wikidata    |
| weitere Bilder | Wohn- und Geschäftshaus             | Arrenberg Friedrich-Ebert-Straße 168 b Karte     | | zwischen 1885 und 1895               | 1. April 1992      | 2136 Wikidata   |
| weitere Bilder | Wohnhaus                            | Arrenberg Friedrich-Ebert-Straße 169 Karte       | eine D-Nummer mit Friedrich-Ebert-Straße 167 und 169a | um 1875                              | 8. Dezember 1986   | 929 Wikidata    |
| weitere Bilder | Wohnhaus                            | Arrenberg Friedrich-Ebert-Straße 169 a Karte     | eine D-Nummer mit Friedrich-Ebert-Straße 167 und 169 | um 1875                              | 8. Dezember 1986   | 929 Wikidata    |
| weitere Bilder | Wohnhaus                            | Arrenberg Friedrich-Ebert-Straße 170 Karte       | | zwischen 1885 und 1895               | 9. Juni 1992       | 2260 Wikidata   |
| weitere Bilder | Wohnhaus                            | Arrenberg Friedrich-Ebert-Straße 170 a Karte     | | zwischen 1885 und 1895               | 2. Juni 1992       | 2245 Wikidata   |
| weitere Bilder | Wohn- und Geschäftshaus             | Arrenberg Friedrich-Ebert-Straße 173 Karte       | | 2. Hälfte des 19. Jahrhunderts       | 14. Januar 1988    | 1275 Wikidata   |
| weitere Bilder | Lagergebäude                        | Arrenberg Friedrich-Ebert-Straße 180 Karte       | Lagergebäude der Küpper-Brauerei | zwischen 1847 und 1868               | 18. September 1987 | 933 Wikidata    |
| weitere Bilder | Wohnhaus mit Gaststätte             | Arrenberg Friedrich-Ebert-Straße 182 Karte       | Wohnhaus mit Gaststätte der Küpper-Brauerei | zwischen 1847 und 1868               | 18. September 1987 | 934 Wikidata    |
| weitere Bilder | Wohnhaus                            | Arrenberg Friedrich-Ebert-Straße 185 Karte       | | 1903                                 | 9. November 1993   | 3178 Wikidata   |
| weitere Bilder | Wohnhaus                            | Arrenberg Friedrich-Ebert-Straße 187 Karte       | | um 1870                              | 7. September 1992  | 2404 Wikidata   |
| weitere Bilder | Wohnhaus                            | Arrenberg Friedrich-Ebert-Straße 187 a Karte     | | ca. 1906                             | 9. August 1995     | 3710 Wikidata   |
| weitere Bilder | Wohnhaus                            | Arrenberg Friedrich-Ebert-Straße 187 b Karte     | | ca. 1906                             | 9. August 1995     | 3711 Wikidata   |
| weitere Bilder | Wohnhaus                            | Arrenberg Friedrich-Ebert-Straße 187 c Karte     | | ca. 1906                             | 9. August 1995     | 3712 Wikidata   |
| weitere Bilder | Wohnhaus                            | Arrenberg Friedrich-Ebert-Straße 189 Karte       | | 1906                                 | 27. August 1996    | 4002 Wikidata   |
| weitere Bilder | Büro- und Kellergebäude             | Arrenberg Friedrich-Ebert-Straße 191 Karte       | Büro- und Kellergebäude der Küpper-Brauerei/Weinhandlung Himmelmann-Pothmann                                                                                                | vor 1868                             | 20. April 1989     | 1590 Wikidata   |
| weitere Bilder | Wohn- und Geschäftshaus             | Arrenberg Fröbelstraße 4 Karte                   | | 1990er Jahre                         | 21. Juli 2000      | 4151 Wikidata   |
| weitere Bilder | Wohnhaus                            | Arrenberg Fröbelstraße 6 Karte                   | | 1990er Jahre                         | 8. Mai 1998        | 4095 Wikidata   |
| weitere Bilder | Wohn- und Geschäftshaus             | Arrenberg Fröbelstraße 10 Karte                  | | Jahrhundertwende                     | 10. März 1987      | 989 Wikidata    |
| weitere Bilder | Wohnhaus                            | Arrenberg Fröbelstraße 12 Karte                  | | Jahrhundertwende                     | 10. März 1987      | 990 Wikidata    |
| weitere Bilder | Wohnhaus                            | Arrenberg Fröbelstraße 20 Karte                  | | 1990er Jahre                         | 19. Juli 2000      | 4146 Wikidata   |